# Konrad Albiez
Konrad Albiez, auch Albietz (* 11. Oktober 1806 in Unteralpfen, Großherzogtum Baden; † 6. Oktober 1877 in Waldshut), war ein deutscher Orgelbauer, der im 19. Jahrhundert in Waldshut wirkte und für katholische Kirchen Orgeln mit mechanischer Schleiflade baute. Aus dieser Orgelbauerfamilie entstammte ebenfalls der Orgelbauer Winfried Albiez.

## Leben und Werk

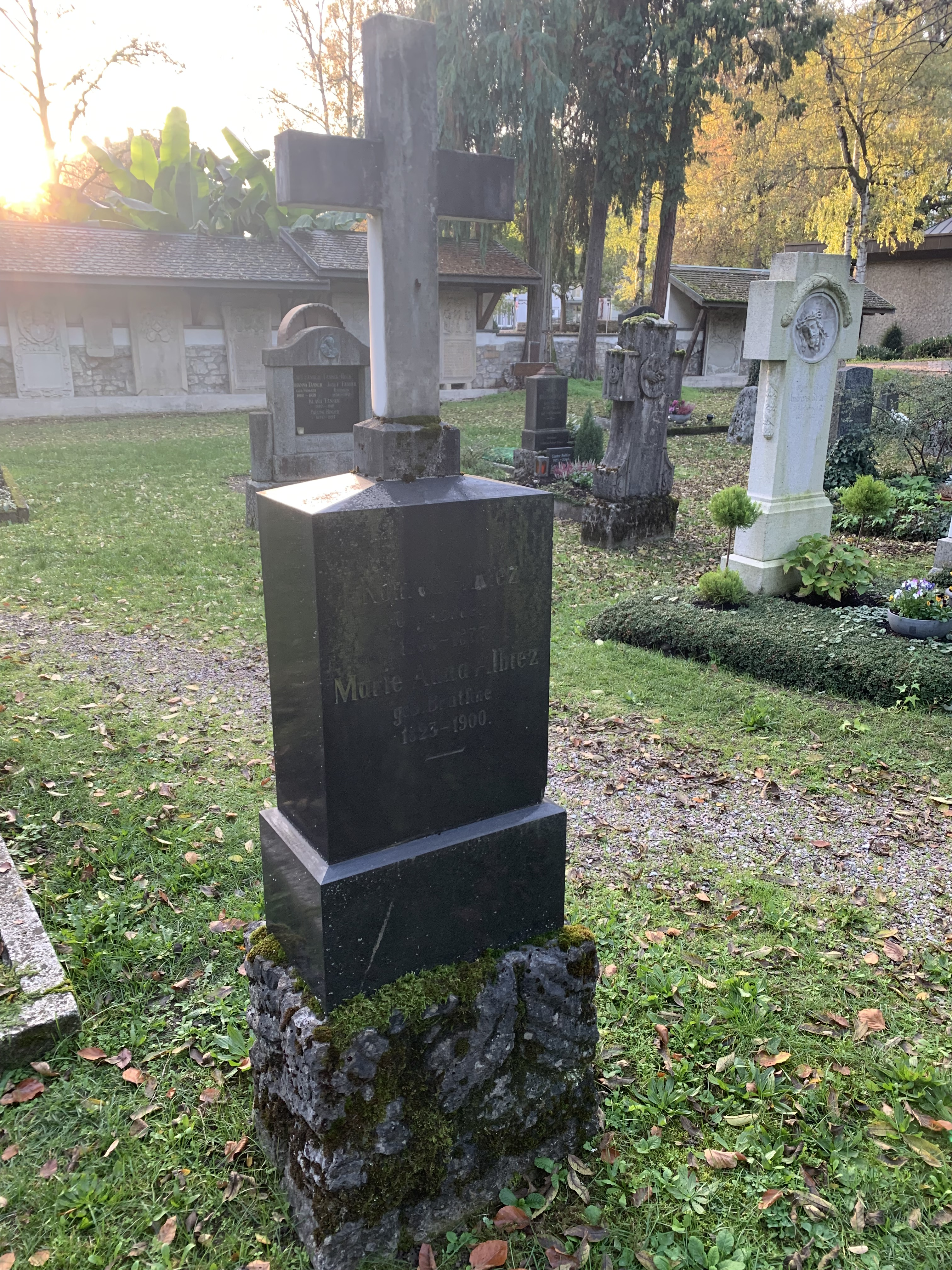
Grabstein von Konrad und Anna Marie Albiez auf dem Alten Friedhof in Waldshut

Konrad Albiez wurde am 11. Oktober 1806 in der damals noch eigenständigen kleinen badischen Gemeinde Unteralpfen geboren. Seine Eltern waren der Küfer Konrad Albiez (1766–1828) und dessen Ehefrau Katharina, geb. Flum (Fluemin, 1773–1843). Er wuchs mit 14 weiteren Geschwistern auf und erlernte von 1825 bis 1830 den Orgelbau bei Blasius Schaxel in Herbolzheim. Nach erfolgreicher Meisterprüfung im Jahr 1833 erhielt er 1834 die Orgelbaukonzession und eröffnete 1839 in Waldshut eine eigene Werkstatt. Seine Orgelwerke gelten für die Orgelforscher Theodor Wohnhaas und Hermann Fischer als beachtlich.
Konrad Albiez arbeitete zeitlebens mit seinem jüngeren Bruder Johann (Hans, 1808–1870), der ebenfalls Orgelbauer war, zusammen.
Konrad Albiez war in erster Ehe mit Agatha Weissenberger aus Herbolzheim und ab dem 18. Januar 1866 mit Anna Marie Albiez geb. Brutsche (1823–1900) aus Dogern verheiratet. Er starb nur wenige Tage vor Vollendung seines 71. Lebensjahres am 6. Oktober 1877 in Waldshut. Beide Ehegatten sind auf dem Alten Friedhof in Waldshut-Tiengen bestattet, wo ihr Grab erhalten ist. Seine unvollendete Orgel in Reiselfingen wurde nach seinem Tod im Auftrag seiner Witwe von Orgelbauer Wilhelm Schwarz fertiggestellt.

## Werkliste
Kursivschreibung zeigt an, dass die Orgel nicht mehr oder nur noch der Prospekt erhalten ist. In der fünften Spalte bezeichnet die römische Zahl die Anzahl der Manuale, ein großes „P“ ein selbstständiges Pedal. Die arabische Zahl gibt die Anzahl der klingenden Register an. Die letzte Spalte bietet Angaben zum Erhaltungszustand und zu Besonderheiten sowie Links mit weiterführender Information.
| Jahr      | Ort                            | Gebäude                   | Bild            | Manuale | Register | Bemerkungen |
| --------- | ------------------------------ | ------------------------- | --------------- | ------- | -------- | --- |
| 1834      | Waldkirch                      | Maria Himmelfahrt         | Bild gesucht BW | I/P     | 12       | Neubau; Prospekt erhalten                                                                                                   |
| 1835      | Bremgarten (Hartheim am Rhein) | St. Stephan               | Bild gesucht BW | I/P     | 11       | Neubau; bis auf die 1917 abgelieferten Prospektpfeifen und die 1837 nachträgliche eingebaute Piffara 8 vollständig erhalten |
| um 1836   | Bohlsbach                      | St. Laurentius            |                 |         |          | Neubau; nicht erhalten |
| 1839      | Erzingen (Klettgau)            | St. Georg                 | Bild gesucht BW | I/P     | 11       | Neubau |
| 1840–1842 | Rickenbach (Hotzenwald)        | St. Gordian und Epimachus |                 | II/P    | 24       | Neubau; 1853 Reparatur durch Albiez; 1888 Umbau durch August Merklin; bis auf einige Register erhalten                      |
| 1844      | Hochsal                        | St. Pelagius              |                 | I/P     | 10       | Neubau |
| 1846      | Dogern                         | St. Clemens               |                 | I/P     | 13       | Neubau |
| 1848      | Lahr/Schwarzwald               | St. Stephanus             |                 | II/P    | 25       | Neubau; 1953 eingreifend umgebaut und erweitert                                                                             |
| 1853      | Bonndorf im Schwarzwald        | St. Peter und Paul        |                 |         |          | Orgelgehäuse von Franz Joseph Simmler, Neubau, einige Pfeifen erhalten                                                      |
| 1854      | Kadelburg                      | Kath. Kirche              | Bild gesucht BW |         |          | Neubau |
| 1854      | Lahr/Schwarzwald               | St. Peter und Paul        | Bild gesucht BW | II/P    | 24       | Neubau; erhalten |
| 1856–1857 | Schwörstadt                    | St. Clemens et Urban      |                 | I/P     | 16       | Neubau; erhalten, 1980 restauriert                                                                                          |
| 1857      | Geißlingen                     | St. Katharina             | Bild gesucht BW | I/P     | 9        | Neubau; erhalten, mehrfach verändert → Orgel                                                                                |
| 1858–1862 | Konstanz                       | St. Stephan               |                 | III/P   | 36       | größter Neubau, im Gehäuse von Karl Joseph Riepp (1778); nicht erhalten                                                     |
| 1862      | Gutmadingen                    | St. Konrad                |                 | I/P     | 15       | Neubau |